# Faisal bin Abdullah bin Mohammed Al Saud
El Príncipe Faisal bin Abdullah bin Mohammed Al Saud (Idioma árabe: الشيخ فيصل بن عبدالله بن محمد آل سعود), (Riad, 13 de mayo de 1950)  ha sido desde el 14 de febrero de 2009 el ministro de educación de Arabia Saudí.
Su madre, Seeta bint Abdulaziz, hermana del Rey Abdullah falleció en el año 2011.
Casado con su prima Adila bint Abdullah, hija del rey Abdullah, con la que ha tenido dos hijos y cuatro hijas.

## Educación
Faisal bin Abdullah, educado en Estados Unidos, fue licenciado en Administración de Empresas en el año 1971 y recibió una maestría en ingeniería industrial de la Universidad de Stanford en 1977.

## Ministerio de Educación
En febrero de 2009 fue nombrado ministro de Educación, sustituyendo a Abdullah bin Saleh bin Obaid, quien había ocupado dicho cargo desde 2005. 
Su nombramiento supuso, en lugar de una dinámica de reforma, una lucha por el poder.

## Colaboraciones
El 5 de diciembre de 2012 se estrenará el musical El último jinete, del productor Andrés Vicente Gómez y del director Víctor Conde, a petición del Príncipe Fáisal bin Abdulah bin Mohámmed Al Saúd.